# Ависар, Эйтан
Эйтан Ависар (ивр. איתן אבישר‎), урождённый Зигмунд Адлер фон Фридманн (нем. Siegmund Adler von Friedmann; 19 ноября 1892 — 3 января 1964) — австро-венгерский и израильский военный деятель, капитан армии Австро-Венгрии, алуф (генерал-майор) Армии обороны Израиля, первый председатель Военного трибунала Израиля. Автор ряда книг по военной истории.

## Биография

### Австро-Венгрия и Австрия
Родился 19 ноября 1892 года в Самборе. Отец — полковник австро-венгерской армии Мориц Фридманн (нем. Moritz Friedmann, 1851—1932). Мать — Каролина Кёниг (нем. Karoline König). В 1916 году отец получил титул графа и стал носить фамилию фон Фридманн. Дед — офицер австрийской армии. Окончил реальное военное училище и был направлен учиться в Терезианскую военную академию, которую окончил в 1913 году с отличием в звании лейтенанта.
Ависар является одним из двух еврейских выпускников Терезианской военной академии (другим был Шалом Эшет, полковник ЦАХАЛ) — евреям не позволялось учиться в Военной академии, и он стал редким исключением. В годы Первой мировой войны служил в артиллерии, воевал на территории современной Польши, сражался против французских войск в Италии. Был третьим номером в артиллерийском расчёте, командовал тяжёлой артиллерийской батарей, был офицером-наблюдателем с аэростата и служил офицером штаба батальона. Отмечен шестью почётными наградами. Дослужился в годы войны до звания старшего лейтенанта, демобилизован в звании капитана в 1922 году. После вступления в 1919 году в силу Закона об упразднении дворянства лишился приставки фон в своей фамилии.
После окончания войны и образования Фридманн участвовал в образовании вооружённых сил Первой Австрийской Республики. Также учился в Высшей школе мировой экономики по специальности «экономика и экономическое планирование». Согласно журналисту Йосефу Аргману, именно Ависар управлял дирижаблем во время перелёта из Ливана в Египет через Иерусалим в 1929 году во время Пурима. Работал консультантом в промышленности и венской розничной компании Zweiback.
В 1932 году Фридманн стал сооснователем австрийской ветеранской организации «Союз еврейских фронтовиков» (нем. Bund jüdischer Frontsoldaten, в 1934 году назначен её генеральным секретарём. В 1935—1938 годах — председатель Всемирного союза еврейских фронтовиков (нем. Weltbund Jüdischer Frontsoldaten). Выступал на открытиях памятников австрийским солдатам и на международных ветеранских встречах. В 1935 году выступил организатором первого конгресса еврейских фронтовиков в Париже. Конгресс представлял около 400 тысяч ветеранов Первой мировой, сражавшихся по обе стороны фронта. В 1936 году Фридманн провёл второй конгресс в Вене, куда были приглашены представители Европы и США: конгресс был посвящён борьбе против антисемитизма.

### Израиль
В 1938 году Фридманн был арестован нацистами после Аншлюса, однако после вмешательства организаций еврейских ветеранов Первой мировой войны был освобождён, отбыв полгода в тюрьме. Он получил иммиграционную визу в США, но в сентябре того же года отправился в Британскую Палестину, имея при себе соответствующие документы от Еврейского агентства. После репатрации в Палестину он сменил своё имя на Эйтан Ависар. Через неделю после своего прибытия он встретился с одним из основателей ополчения «Хагана» Элияху Голомбом в его доме на бульваре Ротшильда и занял должность одного из его советников.
Ависар принимал участие в организации Хаганы и выработке стратегии действия вооружённых отрядов и подготовке национальной обороны. В 1939 году он был назначен главой отдела планирования и председателя суда, в 1940 году составил первый стратегический план для будущей Армии обороны Израиля, а в 1943 году он стал заместителем начальника штаба Хаганы. Несколько раз от него пытались избавиться британцы, однако секретарь Хаганы Нехемия Арглов всякий раз оперативно его предупреждал о предстоящей облаве со стороны британских спецслужб. Именно поэтому 29 июня 1946 года во время «Чёрной субботы» Ависар избежал ареста британцами.
14 мая 1948 года Ависар присутствовал на церемонии провозглашения независимости Государства Израиль, что позже называл величайшим моментом в своей жизни. В 1948—1953 годах он был первым председателем Военного трибунала. В отставку ушёл в канун 1954 года в звании генерал-майора.
Супруга — Сидония Бинцер (нем. Sidonia Binzer, 1899—1972). Дочь — Рита Ависар (нем. Rita Avisar, 1929—2017).
Скончался 3 января 1964 года в Тель-Авиве. На его похоронах с надгробной речью выступил Ицхак Рабин. Похоронен на кладбище Кирьят-Шауль.

## Публикации
Ависар является автором нескольких трудов по военной теории, которые были переведены с немецкого на иврит. Одним из наиболее известных его трудов является книга «2500 лет тактики», считающаяся классическим трудом по теории войны. Также некоторые его статьи на военную тему публиковались в газете «Ха-Бокер» с 1942 по 1950 годы.
- פוליטיקה כלכלה ומבצעים — 1949
- האופנסיבה האסטרטגית של הציר — 1949
- אלוף איתן אבישר. ליסודות השיפוט־הצבאי (иврит) // מערכות[ивр.]. — 1949. — פברואר (num. 54—55). — P. 31—33.
- האופנסיבה האסטרטגית של בנות הברית — август 1949
- האסטרטגיה במזרח הרחוק — февраль 1950
- שנות טקטיקה 2500 — 1950
- אלוף א. אבישר (ז. פון-פרידמן). מלחמות יהודה המכבי. — תל אביב: מסדה, 2017.